# Отрадное (Торжокский район)
Отрадное — деревня в Торжокском районе Тверской области. Входит в состав Сукромленского сельского поселения.

## История
На карте Мёнде Тверской губернии деревня подписана как Блошкина — 25 дворов. Согласно «Списку населённых мест Новторожского уезда» от 1889 года деревня Блошкино входила в Сукромленскую волость Новоторжского уезда.
В 1965 г. Указом Президиума ВС РСФСР деревня Блошкино переименована в Отрадное.

## Население
| 2010 |
| ---- |
| 15   |